# عبدالله بن معتز
عبدالله بن المعتز بالله از خلفای عباسیان بود که تنها یک شبانه‌روز خلافت داشت. کنیه او أبو العباس بود و در سال ۲۴۷ هـ (۸۶۱ میلادی) در بغداد متولد شده بود. وی همچنین از ادیبان و شاعران معروف زمانهٔ خود بود.

## تألیفات
- طبقات الشعراء.
- البدیع.
- فصول التماثیل.